# Microdon dimidiatus
Microdon dimidiatus är en tvåvingeart som beskrevs av Charles Howard Curran 1942. Microdon dimidiatus ingår i släktet myrblomflugor, och familjen blomflugor. Inga underarter finns listade i Catalogue of Life.